# Сењска Драга
Сењска Драга је насељено мјесто у саставу града Сења у Личко-сењској жупанији, Република Хрватска.

## Географија
Налази се око 6 км источно од Сења.

## Становништво
Насеље је на попису становништва из 2011. године имало 85 становника.

## Попис1991.
На попису становништва 1991. године, Сењска Драга је имала 118 становника, сљедећег националног састава:
| Попис 1991.‍ | Попис 1991.‍ | Попис 1991.‍ | Попис 1991.‍ | Попис 1991.‍ |
| ----------- | ----------- | ----------- | ----------- | ----------- |
|             |             |             |             |             |
| Хрвати      | Хрвати      |             | 109         | 92,37%      |
| Срби        | Срби        |             | 1           | 0,85%       |
| остали      | остали      |             | 8           | 6,78%       |
| укупно: 118 |             |             |             |             |